# John Vernon
John Vernon, pseudonimo di Adolphus Raymondus Vernon Agopsowicz (Zehner, 24 febbraio 1932 – Westwood, 1º febbraio 2005), è stato un attore canadese.

## Biografia
Nato nel Canada occidentale, fu battezzato nella Chiesa Cattolica del Sacro Cuore, vicino alla città di Arat. Fu uno dei due figli di Adolf Agopsowicz, un droghiere, e di Eleonore Krückel. È stato sposato con Nancy West, dalla quale ha avuto tre figli, Kate, Nan e Chris, e dalla quale ha poi divorziato. Il 1º febbraio 2005 morì a Westwood, California per le complicazioni sopravvenute ad un intervento al cuore, poche settimane prima del suo 73º compleanno. In accordo con Kate fu cremato con un servizio funebre privato.

## Filmografia parziale

### Cinema
- Nel 2000 non sorge il sole (1984), regia di Michael Anderson (1956)
- Nobody Waved Good-bye, regia di Don Owen (1964)
- Senza un attimo di tregua (Point Blank) regia di John Boorman (1967)
- Rapporto a quattro (Justine), regia di Joseph Strick e George Cukor (1969)
- Topaz, regia di Alfred Hitchcock (1969)
- Ucciderò Willie Kid (Tell Then Willie Boy Is Here), regia di Abraham Polonsky (1969)
- Ispettore Callaghan: il caso Scorpio è tuo! (Dirty Harry), regia di Don Siegel (1971)
- Chi ucciderà Charley Varrick? (The Looters), regia di Don Siegel  (1973)
- Sweet Movie - Dolce film, regia di Dušan Makavejev (1974)
- Ispettore Brannigan, la morte segue la tua ombra (Brannigan), regia di Douglas Hickox (1975)
- Il texano dagli occhi di ghiaccio (The Outlaw Josey Wales), regia di Clint Eastwood (1976)
- Una giornata particolare, regia di Ettore Scola (1977)
- Angela, regia di Boris Sagal (1978)
- Animal House (National Lampoon's Animal House), regia di John Landis (1978)
- Herbie sbarca in Messico (Herbie Goes Bananas), regia di Vincent McEveety (1980)
- L'aereo più pazzo del mondo... sempre più pazzo (Airplane II: The Sequel), regia di Ken Finkleman (1982)
- Prigione modello (Doin' Time), regia di George Mendeluk (1985)
- Killer Klowns from Outer Space, regia dei Fratelli Chiodo (1987)
- Ernesto guai in campeggio (Ernest Goes to Camp), regia di John R. Cherry III (1987)
- Afganistan - The Last War Bus, regia di Pierluigi Ciriaci (1989)
- Sospetti in famiglia (Family of Cops), regia di Ted Kotcheff (1995)
- Sorority Boys, regia di Wallace Wolodarsky (2002)
- Batman - Il mistero di Batwoman (Batman: Mistery of Batwoman), regia di Kurta Geda e Tim Maltby (2003) - voce
- Delgo e il destino del mondo (Delgo), voce nel film di animazione diretto da Marc F. Adler e Jason Maurer (2008) - voce

### Televisione
- I rangers della foresta (The Forest Rangers) – serie TV, episodi 1x07-2x01-3x07 (1963-1965)
- Tarzan – serie TV, episodio 2x24 (1968)
- Squadra speciale anticrimine (The Felony Squad) – serie TV, episodio 3x02 (1968)
- Ai confini dell'Arizona (The High Chaparral) – serie TV, episodio 2x16 (1969)
- Alla conquista dell'Oregon (The Oregon Trail) – serie TV, episodio 1x01 (1977)
- Il grigio e il blu (The Blue and the Gray) – miniserie TV (1982)
- A-Team (The A-Team) – serie TV, episodio 2x08 (1983)
- Automan – serie TV, episodio 1x11 (1984)
- Supercar (Knight Rider) – serie TV, episodio 2x20 (1984)
- La signora in giallo (Murder, She Wrote) – serie TV, episodio 2x04 (1985)
- Ossessione fatale (Malicious), regia di Ian Corson - film TV (1995)
- Walker Texas Ranger – serie TV, episodio 4x07 (1995)

## Doppiatori italiani
Nelle versioni in italiano delle opere in cui ha recitato, John Vernon è stato doppiato da:
- Bruno Alessandro in La signora in giallo, Acapulco H.E.A.T.
- Riccardo Mantoni in Senza un attimo di tregua
- Carlo Hintermann in Topaz
- Rino Bolognesi in Ucciderò Willie Kid
- Arturo Dominici in Ispettore Callaghan: il caso Scorpio è tuo!
- Giancarlo Maestri in Chi ucciderà Charley Varrick?
- Luciano De Ambrosis in Ispettore Brannigan, la morte segue la tua ombra
- Giorgio Gusso ne Il texano dagli occhi di ghiaccio
- Mario Bardella in Animal House
- Antonio Colonnello in Herbie sbarca in Messico
- Vittorio Di Prima in L'aereo più pazzo del mondo... sempre più pazzo
- Norman Mozzato in Killer Klowns from Outer Space
- Vittorio Congia in La guerra dei mondi

Da doppiatore è sostituito da:
- Guido Rutta in Batman: Il mistero di Batwoman